# MUSHROOMCAT RECORD
『MUSHROOMCAT RECORD』（マッシュルームキャット・レコード）は、SHAKALABBITSのベストアルバムである。

## 概要
- 結成10周年を記念した初のベストアルバム。

## 収録曲
特記除く 全作詞:UKI、全作曲:MAH

### DISC-A
1. BUTTER-SCOTCH
1stシングル収録曲。ギターのみ再録、リマスタリング
2. 80
2ndシングル収録曲。ギターのみ再録、リマスタリング
3. A MAN CAN ONLY DIE ONCE!
2ndシングル収録曲。ギターのみ再録、リマスタリング
4. D.D
作詞:UKI、作曲:SHAKALABBITS
アルバム「EXPLORING OF THE SPACE」収録曲。ギターのみ再録、リマスタリング
5. ROLLIE
3rdシングル収録曲。ギターのみ再録、リマスタリング
6. SO EXCITED!
アルバム「EXPLORING OF THE SPACE」収録曲。ギターのみ再録、リマスタリング
7. G☆S☆G
コラボレーションシングル「STAND BY YOU!!」収録曲。ギターのみ再録、リマスタリング
8. GO GIRL
アルバム「STYLE OF Limited 02」収録曲。
9. head-scissors
4thシングル収録曲。ギターのみ再録、リマスタリング
10. 虹が語る夢
作詞:UKI、作曲:SHAKALABBITS
4thシングル収録曲。ギターのみ再録、リマスタリング
11. Pivot
5thシングル収録曲。
12. オレンジライオン
5thシングル収録曲。
13. MONSTER TREE
6thシングル収録曲。
14. 「ポビーとディンガン」
作詞:UKI、作曲:MAH&UKI
7thシングル収録曲。
15. 星空の下で
7thシングル収録曲。

### DISC-B
1. CAN'T ESCAPE THE CHOCOLATE SYRUP
アルバム「CLUTCH」収録曲。
2. マッシュルームキャットナンバープレート
アルバム「CLUTCH」収録曲。
3. GO
作詞:UKI、作曲:MAH&TAKE-C
8thシングル収録曲。
4. JELLYFISH
8thシングル収録曲。
5. SADISTIC AURORA SHOW
9thシングル収録曲。
6. mommy's back?
9thシングル収録曲。
7. Ladybug
10thシングル収録曲。
8. parade
アルバム「CRIMSON SQUARE」収録曲。
9. 手ノヒラ宝石
アルバム「CRIMSON SQUARE」収録曲。
10. ダズリングスープ
11thシングル収録曲。
11. 少年と白い犬
アルバム「嘘を混ぜ込んだ真実のスープ」収録曲。
12. 満天の星を探そうとも空は見ない
アルバム「嘘を混ぜ込んだ真実のスープ」収録曲。
13. KARENA
アルバム「嘘を混ぜ込んだ真実のスープ」収録曲。